# Sakura Haruno
Sakura Uchiha (うちはサクラ, Uchiha Sakura); batizada Haruno (春野) inicialmente) é uma personagem fictícia da franquia de mangá e anime Naruto, criada por Masashi Kishimoto. No anime e mangá, Sakura é uma kunoichi afiliada com a vila de Konoha, e parte da equipe 7, que consiste de si mesma, Naruto Uzumaki, Sasuke Uchiha e seu sensei, Kakashi Hatake. Sakura inicialmente tem uma paixão por Sasuke, elogiando-o em cada situação, e acumulando desprezo sobre o menos qualificado Naruto. Ao longo da série, ela começa a criar uma personalidade amorosa, compassiva e generosa, crescendo mais sensível e emotiva, aceitando e apoiando Naruto. Além da série principal, Sakura apareceu em várias peças da mídia Naruto, principalmente no spin-off Naruto: O Sétimo Hokage e a Primavera Escarlate (2015) e a sequência Boruto: Naruto Next Generations (2016).
Sakura se tornou a protagonista feminina da série e uma das personagens mais icônicas da geração. Kishimoto teve dificuldade em desenhar sua personagem, resultando em Kishimoto, inadvertidamente, enfatizando certas partes de sua aparência, incluindo sua testa grande. Em 2023, na primeira enquete global, Sakura foi considerada a terceira personagem mais popular da franquia no geral, atrás de Minato Namikaze e Itachi Uchiha, e a personagem feminina mais popular da história. Para tornar a personagem mais atraente na segunda parte da série, Kishimoto desenhou seu traje de uma maneira que a faz parecer mais uma artista marcial e também mais bonita nos próximos capítulos. Chie Nakamura dá voz ao personagem nas adaptações animadas da série, enquanto Tatiane Keplmair e Bárbara Lourenço, interpretam a personagem nas versões brasileira e portuguesa, respectivamente.

## Criação e concepção
Sakura é a personagem feminina que mais aparece em Naruto, mas transformá-la em heroína da série não era o objetivo inicial de Masashi Kishimoto. Kishimoto atribui isso a uma incapacidade de desenhar heroínas, e por isso criou Sakura como uma garota que não entende os homens, o melhor exemplo de heroína que conseguiu inventar. A criação de Sakura também é resultado do desejo de Kishimoto em criar uma personagem irritante, mas com boas intenções. Apesar de tais fatos, Kishimoto tem apreço por Sakura e acredita que a personalidade dela pode ser observada em pessoas reais, dando "humanidade" à personagem. Quando perguntado em uma entrevista se havia algo sobre o histórico de Sakura que não havia sido revelado, Kishimoto explicou que nunca havia pensado nisso, pois Sakura é uma "garota normal". Kishimoto tem sido frequentemente questionado pelos leitores sobre o por que ele não mostrou os pais de Sakura até o filme Road to Ninja: Naruto the Movie. Em resposta, ele disse que isso não seria divertido, pois Sakura não pertencia a nenhum clã, ao contrário de outros personagens, então seus pais eram civis.
Ao desenhá-la, Kishimoto manteve o foco na silhueta da personagem e criou a roupa mais simples que podia. Ela se difere dos outros personagens principais nesse ponto, que usam roupas muito detalhadas. O aspecto mais marcante de seu desenho são as leggings que usa, que tem o objetivo de mostrar que a personagem é muito ativa. No início da série, as leggings eram mais compridas e lembravam calças. Posteriormente, ficaram mais curtas e mais apertadas. Além da inexperiência em desenhar heroínas, Kishimoto também não tinha conhecimento de como tornar Sakura atraente quando começou a desenhá-la. Kishimoto e grande parte da equipe de mangakás de Naruto concordaram que Sakura estava "longe de ser fofa" no início da série. Em retrospectiva, ele encontrou em Sakura um dos personagens mais difíceis de desenhar, ao lado de Sasuke Uchiha. Kishimoto planejou o romance de Sasuke e Sakura pela primeira vez na produção de Naruto. Em relação aos sentimentos de Sakura por Sasuke, Kishimoto tentou escrevê-los o mais realista possível, mas acabou recebendo reclamações das meninas sobre ela.
A característica física mais conhecida de Sakura é sua testa larga. Consequentemente, por causa disso, Kishimoto às vezes se concentra demais em desenhá-la em cenas ou obras de arte promocionais, onde Sakura é destaque. Isso resulta em sua testa se parecer maior. Ao desenhar Sakura em sua aparência na Parte II, Kishimoto decidiu mudar suas roupas para um estilo de traje de karatê. A parte superior, no entanto, ainda tinha uma sensação chinesa, de modo a torná-la mais feminina. Durante o último arco da parte II da história, Kishimoto tentou fazer Sakura parecer mais bonita, principalmente quando ela se junta a Naruto e Sasuke na luta final contra o Dez Caldas.
Devido a Sakura ter pouca popularidade entre os leitores masculinos, Kishimoto decidiu que Hinata Hyuga, a quem ele reconheceu ter mais popularidade, teria um papel mais ativo e se tornaria uma heroína. Apesar de decidir que Naruto e Hinata terminariam juntos desde os primeiros estágios do mangá, Kishimoto achou que seria interessante jogar Sakura no meio para formar "um triângulo amoroso desajeitado". No entanto, Kishimoto disse que o romance não era o que ele queria que sua série se concentrasse. No meio do arco final do mangá, Sakura recebe uma carta de amor. A verdadeira razão para isso é que Kishimoto queria dar ao estúdio de anime material para criar apenas episódios animados.

## Aparições

### emNaruto
No início da série, Sakura sente uma profunda atração por Sasuke Uchiha, como muitas outras garotas. Por causa disso, a maior parte das primeiras aparições de Sakura a mostram tentando ganhar a atenção de Sasuke. Conforme a história progride, os dois passam a conviver mais frequentemente como parceiros de time, e ela começa a vê-lo como companheiro e se preocupar com a possibilidade de Sasuke abandoná-los em sua busca por poder. Quando seu medo se torna realidade, Sakura tenta impedir que Sasuke parta, declarando seu amor por ele e oferecendo sua companhia. Porém, Sasuke abandona a Vila Oculta da Folha mesmo assim.
O relacionamento de Sakura com Naruto Uzumaki, assim como com Sasuke, também muda durante a série. Quando os dois são colocados no mesmo time, Sakura vê Naruto como um tolo incompetente que deliberadamente tenta arruinar sua vida. Conforme a história progride e Naruto demonstra seu talento como ninja e dedicação para com seus colegas, Sakura percebe que sua opinião sobre Naruto precisava ser revista. Depois que Sasuke abandona a aldeia, Sakura implora que Naruto o traga de volta. Interessado em Sakura, Naruto faz de tudo para trazer Sasuke de volta para ela. Apesar de falhar e acabar num hospital, ele promete cumprir o pedido que Sakura lhe fez. Ao perceber o quanto Naruto se arriscou por ela, Sakura decide passar mais de dois anos em treinamento para conseguir ajudar Naruto em sua próxima tentativa. Quando os dois partem em busca de Sasuke, Sakura descobre os fardos que Naruto carrega, e entristecida pelo impacto dos mesmos na vida dele, se torna mais próxima de Naruto e tenta fazer tudo que pode para ajudá-lo a superar esses obstáculos.
No início da série, Sakura não demonstra muitas habilidades de combate e demonstra sinais de um complexo de inferioridade que foi desenvolvido durante o início da academia ninja,porém a personagem supera as inseguranças e ganha mais habilidades ao decorrer da história. Apesar de ser bastante talentosa em habilidades ninja básicas em utilização de genjutsu (em games Sakura pode utilizar sua Sakura interior (内なるサクラ, uchi naru Sakura) como genjutsu). A característica original definidora de Sakura é sua inteligência. No entanto, o foco de Sakura em seus estudos na Academia afetaram muito o seu desempenho físico. Suas habilidades fracas em combate e resistência a impediam de ser útil em batalhas anteriores da série. Como visto nas poucas batalhas em que participa, Sakura não possui características que a destaquem do resto do Time Kakashi. Logo após o início da sua primeira missão, Sakura descobriu que ela tinha um excelente controle sobre seu chakra, e, como tal, ela tinha uma habilidade inata para usar técnicas para a sua máxima eficiência sem perde-lo. Kakashi apontou que sua capacidade de reunir chakra de todas as partes do corpo e, em seguida, usá-lo com grande maestria a faz ser superior aos seus companheiros de equipe nesse quesito. Enquanto esta habilidade especial nunca foi posta à grande utilização na Parte I, seu controle de chakra se tornou um ponto focal no estilo de luta de Sakura e suas habilidades médicas na Parte II. Na Parte II do anime, com seu excelente controle de chakra, ela foi escolhida para selar o Três-Caudas com a Barreira de Selamento de Quatro-Cantos juntamente com Shizune, Ino e Hinata.
Na Parte II, depois de treinar com Tsunade por dois anos e meio, Sakura adquire a capacidade de curar feridas, tornando-se um dos ninjas médicos mais experientes, além de aumentar suas habilidades em taijutsu. Ao formar e lançar seu chakra com sincronismo preciso, Graças a isso, Sakura se junta à Equipe 7 como um ninja médico para salvar seu aliado Gaara do grupo criminoso Akatsuki. Com a ajuda do Chiyo, Sakura derrota Sasori, que dá dicas sobre o paradeiro de Sasuke. O novo membro do Time 7, Sai, usa sua inteligência para localizar Sasuke, mas mais uma vez eles são incapazes de impedi-lo de escapar. Embora decepcionado com o fracasso, o Time 7 tenta encontrar Sasuke novamente, mas depois de quase prendê-lo, eles perdem a trilha e são forçados a voltar para casa. Enquanto eles procuram Sasuke, Sakura descobre as várias dificuldades que Naruto enfrenta por causa da criatura Raposa Demoníaca de Nove Caudas selada dentro dele, que está sendo perseguida pela Akatsuki. Entristecida pelo impacto que ambas as forças tiveram em sua vida, Sakura se torna protetora de Naruto e tenta fazer o que puder para ajudá-lo a superar esses obstáculos. Sakura mais tarde resolve matar Sasuke depois de entender que ele está se tornando uma ameaça para as aldeias. No entanto, quando ela falha, Naruto decide resolver as coisas com o próprio Sasuke. 
Quando uma guerra contra a Akatsuki restante é anunciada, Sakura pode facilmente demolir ou destruir objetos com poderosos socos ou chutes.Um oponente atingido por ela pode sofrer um forte trauma por contusão, resultando em ossos quebrados, órgãos rompidos, ou até mesmo a morte. Com seu uso repetido, Sakura já não precisa colocar qualquer esforço consciente para usar essa força, e por isso pode usá-la instantaneamente.Outro componente chave do estilo de luta de Sakura é sua habilidade evasiva. Como uma médica de campo, ela não pode ser gravemente ferida ou morta no campo de batalha, como ensinado a ela por Tsunade, enquanto treinava. Sakura tenta observar o estilo de luta do adversário, a fim de encontrar a mão/pé ou qualquer coisa dominante que o inimigo esteja usando. Com isso, ela pode aumentar sua habilidade evasiva para níveis impressionantes.
Depois de completar o Selo de Força de uma Centena (百豪の印, Byakugō no In) Sakura é capaz de invocar Katsuyu e curar remotamente os outros, feito o qual Shizune a elogia. Após a liberação do selo, ela, junto com Tsunade, invocaram uma grande porção de Katsuyu para curar a Aliança e de acordo com a Tsunade, elas seriam capazes de recuperar apenas se estiverem com ela. Sakura também tem mostrado ser capaz de liberar o selo completamente, lhe concedendo a capacidade de curar qualquer dano que ela sofra. Durante sua luta contra Madara, ela foi capaz de se curar instantaneamente mesmo ao dano causado a ela por uma haste criada a partir da Esfera da Busca da Verdade de Madara, sem sentir qualquer fadiga ou repercussões físicas. Depois que Sasuke é perdoado por seus crimes, Sakura o vê quando ele decide viajar pelo mundo em busca de redenção e mostra sinais de que ele finalmente aceita os sentimentos dela por ele; ele cutuca a testa dela e agradece logo antes de sua partida. No epílogo, definido anos após o final da Quarta Guerra Ninja, é mostrado que Sakura e Sasuke se casaram e tiveram uma filha, Sarada Uchiha.

### EmBoruto
Em Naruto: O Sétimo Hokage e a Primavera Escarlate (2015), as viagens de Sasuke o mantêm longe de sua família. Como resultado, seu paradeiro se torna um assunto delicado para Sakura, que garante a Sarada ao longo dos anos que Sasuke voltará para casa depois de completar sua missão. Depois de socar o chão em um acesso de raiva por Sarada perguntando se ela e Sasuke são casados, Sakura descobre que sua filha deixou a vila em busca de Sasuke. Quando ela alcança os dois, eles estão na presença de Shin Uchiha, a quem Sakura ataca. Depois, ela é teletransportada com ele para o esconderijo, onde ela se recusa a ajudá-lo com suas habilidades médicas e finge estar desamparada para obter informações sobre ele. Depois que Sakura luta com Shin, ela é resgatada pelo marido, e eles retornam à vila após a derrota de Shin. Logo depois disso, no décimo primeiro filme intitulado — Boruto: Naruto o Filme (2015), Sakura e Sarada veem Sasuke em sua jornada. Mais tarde, Sakura serve como espectadora de Sarada enquanto participa dos exames de Chunin e salva a si mesma e a outros espectadores de detritos que caem, depois curando Hinata.

### Em outras mídias
Sakura fez várias aparições fora do anime e mangá Naruto. Ela está em todos os onze longas-metragens da série: no primeiro filme — Naruto O Filme: O Confronto Ninja no Pais da Neve (2004), ela luta com Mizore Fuyukuma e depois o derrota; no segundo — Naruto O Filme: As Ruínas Fantasmas nos Confins da Terra (2005), ela ajuda Naruto e Shikamaru Nara em sua batalha contra Haido e seus subordinados; o terceiro — Naruto o Filme: A Revolta dos Animais da Lua Crescente (2006) — Sakura está lutando contra o ninja contratado Karenbana, a quem ela derrota usando sua força aprimorada; no quarto —- Naruto Shippuden o Filme (2007), Sakura, Naruto, Rock Lee e Neji Hyuga são designados para escoltar a donzela Shion; quinto — Naruto Shippuden o Filme: Laços (2008), Sakura é designada ao lado de Naruto e Hinata Hyuga para ajudar uma garota, Amaru, e sua sensei, Shinno, a retornarem à sua aldeia enquanto aprendem uma invasão do país do céu. sexto — Naruto Shippuden o Filme: A Vontade do Fogo (2009) - tem Sakura e Naruto desesperadamente seguindo e tentando trazer de volta seu sensei, Kakashi, que partiu em uma missão suicida para impedir a Quarta Grande Guerra Mundial Ninja; na sétima — Naruto Shippuden o Filme: A Torre Perdida (2010) , Sakura e o restante do time Kakashi são enviados para capturar Mukade; no oitavo — Naruto, o Filme: Prisão de Sangue (2011), Sakura auxilia na batalha contra o demônio Satori, que foi libertado de a Caixa da Iluminação; no nono — Road to Ninja: Naruto, o Filme (2012), Sakura e Naruto são transportados para um mundo de ilusões por Obito Uchiha, no qual, em vez dos pais de Naruto, foram os pais de Sakura que sacrificaram seus filhos. vive em impedir que os Nove Caudas destruam a Vila da Folha e, portanto, são considerados os heróis da vila; no décimo — The Last – Naruto o Filme (2014), Sakura, em sua juventude, sai ao lado de Naruto, Sai , Shikamaru e Hinata para resgatar um Hanabi Hyuga, irmã mais nova de Hinata.
Ela também está presente nas três animações de vídeo originais produzidas para a série, ajudando Naruto e Konohamaru a encontrar um trevo de quatro folhas na primeira animação de vídeo original, juntando-se à sua equipe na escolta de um ninja chamado Shibuki e ajudando-o a combater os desaparecidos que roubaram a "Água dos Heróis" da vila no segundo, e participando de um torneio no terceiro. Um romance leve intitulado A História Secreta de Sakura: Contemplações de Amor na Brisa de Primavera (2015), escrito por Tomohito Osaki e ilustrado por Kishimoto, concentra-se em Sakura algum tempo após os eventos de The Last: Naruto the Movie, onde ela, agora uma celebrada ninja médica que está no meio da abertura de uma nova clínica mental com Ino Yamanaka, e fica preocupada quando uma conspiração que ameaça destruir a Vila da Folha está usando Sasuke como bode expiatório, potencialmente arruinando sua chance de redenção entre os moradores.
Sakura é um personagem jogável em quase todos os videogames de Naruto, incluindo as séries Clash of Ninja e Ultimate Ninja. Em alguns jogos, ela usa a "Sakura interior" em combate, bem como vários genjutsu diferentes. Naruto Shippuden: Gekitou Ninja Taisen! EX (2007) marca a primeira aparição de Sakura em seu design da Parte II em um videogame, com o segundo sendo Naruto Shippuden: Ultimate Ninja 4 (2007). Enquanto isso, Naruto Shippuden: Ultimate Ninja Storm 4 (2016) marca a primeira aparição de Sakura após a Parte II; especificamente, sua aparição em The Last: Naruto the Movie, ambientada dois anos após o capítulo 699 do mangá.

## Recepção
Nas pesquisas semanais de popularidade dos personagens na Shōnen Jump, Sakura havia sido muitas vezes colocada entre os dez primeiros e alcançou os cinco primeiros uma vez; na pesquisa mais recente, ela ficou em décimo segundo lugar. Inúmeras mercadorias baseadas em Sakura foram lançadas, incluindo figuras de ação, chaveiros de suas aparições da Parte I (Naruto) e Parte II (Naruto: Shippuden), e vários patches de personagens.
Várias publicações de mangá, anime e videogame e outras mídias relacionadas forneceram elogios e críticas ao personagem de Sakura. O escritor da IGN, A.E. Sparrow, comentou que todo anime e mangá se beneficiavam de uma forte presença feminina que Sakura proporcionava para a série Naruto, embora a caracterizasse como "estereótipo feminino". Em uma revisão do episódio 110 do anime, o IGN comemorou o culminar do desenvolvimento da personagem de Sakura ao longo da série e o crescimento da personalidade "feminina". A GameSpot disse que a personagem de Sakura havia sido amplamente utilizado na série como uma forma de alívio cômico e, muitas vezes, para afirmar o óbvio. T.H.E.M. Anime Reviews considerou Sakura um eco estereotipado de interesses amorosos semelhantes dos protagonistas de outros mangás shōnen e que ela não era agradável. Por outro lado, ela também foi considerada como "uma personagem interessante a ser misturada [de Naruto]" por Dani Moure, da Mania Entertainment, devido a suas diferenças com Sasuke e Naruto, que ajudaram a equilibrar o Time 7. No livro Novos meios de comunicação e cultura popular participativa através das fronteiras, Amy A. Zenger escreve que o relacionamento de Sasuke e Sakura era popular entre os fãs da série, mesmo no momento em que o primeiro ainda não havia correspondido aos sentimentos do último.
A mudança da personagem na Parte II (Naruto: Shippuden) foi elogiada por Casey Brienza, da Anime News Network, por ser uma das mais desenvolvidas da série, pois ela se tornou mais forte do que sua contraparte da Parte I (Naruto), que era consideravelmente mais fraca. do que Naruto e Sasuke. Isso permite que ela assuma um papel mais ativo e atraente na série. Um grande elogio foi dado aos seus encontros com Sasori e Sasuke devido a suas habilidades de luta e reações maduras, respectivamente. A confissão de amor de Sakura para Naruto em partes posteriores da série foi comentada como uma das linhas e partes mais profundas da história, por trazer confusão sobre se a alegação de confissão de amor era tão séria quanto sua intenção de parar o sofrimento de Naruto. Também foi uma surpresa, pois os fãs se perguntavam qual era a real intenção de Sakura em relação a Sasuke, o último já tendo se tornado um criminoso perigoso durante um período tão longo da série. Jason Thompson acredita que os sentimentos de Sakura foram bem tratados por Kishimoto. Embora não gostasse do romance entre Sasuke e Sakura na série original, como ela sentiu inicialmente uma queda por parte de Sakura, Amy McNulty afirmou que o mangá derivado Naruto: O Sétimo Hokage e a Primavera Escarlate ajudou a expandir o vínculo entre os dois. bem como o relacionamento com a filha Sarada. Sarah Nelkin, do Anime Now, elogiou o desenvolvimento de Sakura ao longo da série, principalmente nas partes finais da história, devido a como ela se transforma em uma pessoa mais forte à medida que cresce e, principalmente, quando se torna adulta.

O crítico Yukari Fujimoto diz que Sakura é um exemplo de Naruto, mostrando uma visão conservadora das mulheres. Ino, Sakura e Hinata priorizam o amor, tratando-o como mais importante do que se destacar como um ninja. Fujimoto afirma que durante os exames ninjas, a briga climática de Sakura com Ino, sua rival amorosa, é conduzida em um nível puramente físico, contrastando esse nível de habilidade com as habilidades sobrenaturais exibidas por seus colegas do sexo masculino neste momento. Quando a ninja médica Tsunade é apresentada, Sakura assume um papel de filha, aprendendo a curar outras pessoas com os ensinamentos de Tsunade, que Fujimoto considera como reforçando uma ideia conservadora das mulheres — que as mulheres não pertencem ao campo de batalha como guerreiras, apenas como curandeiras.